# 格朗日 (索恩-卢瓦尔省)
格朗日（法語：Granges，法語發音：[ɡʁɑ̃ʒ] ⓘ）是法国索恩-卢瓦尔省的一个市镇，属于索恩河畔沙隆区。

## 地理
格朗日（46°43'48"N, 4°44'58"E）面积10.83 平方千米，位于法国勃艮第-弗朗什-孔泰大區索恩-卢瓦尔省，该省份为法国中部省份，北起顺时针与科多尔省、汝拉省、安省、罗讷省、卢瓦尔省、阿列省和涅夫勒省接壤。
与格朗日接壤的市镇（或旧市镇、城区）包括：日夫里、比塞苏克吕绍、比克西、拉沙尔梅、罗塞、圣日耳曼莱比克西。

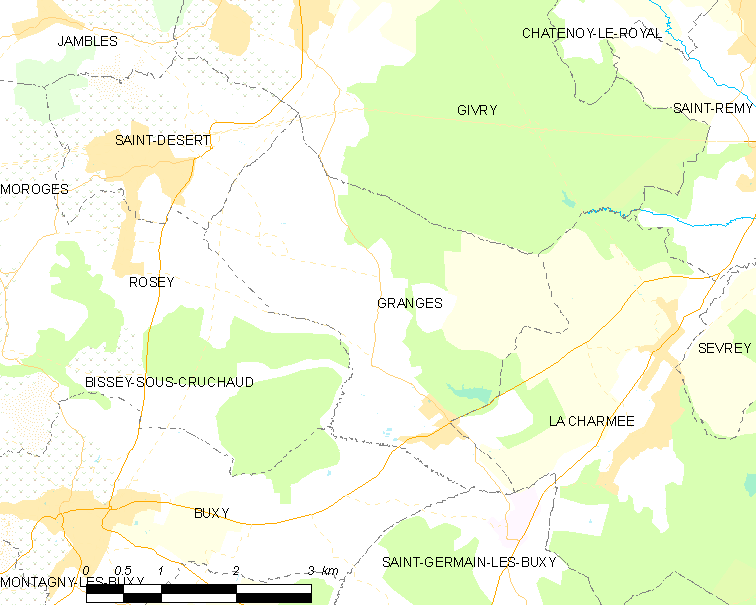
的OSM定位图

格朗日的时区为UTC+01:00、UTC+02:00（夏令时）。

## 行政
格朗日的邮政编码为71390，INSEE市镇编码为71225。

## 政治
格朗日所属的省级选区为日夫里县。

## 人口

1962-2008年间人口变化图示

格朗日于2022年1月1日时的人口数量为572人。